# ابوفراس مینقی
ابوفِراس شهاب‌الدین بن نصر مَیْنَقی (۱۴۵۵ – ۱۵۳۰م/ ۸۵۹–۹۳۷ ق) داعی اسماعیلی نزاری و نویسندهٔ سوری بود که اطلاعات زیادی از زندگی‌اش در دست نیست. پدر او در حدود سال ۸۵۹ هجری/۱۴۵۵ میلادی از دیلم در شمال ایران به سوریه مهاجرت کرده و در قلعهٔ المینقه ساکن شده بود. ابو فراس در همان‌جا زاده شد و به نظر می‌رسد که در ساختار سازمانی دعوت اسماعیلیه در سوریه به جایگاهی برجسته دست یافته بود. چند رساله از جمله یک سیرهٔ دینی دربارهٔ راشدالدین سنان با عنوان «فصل من اللفظ الشریف» به او نسبت داده شده‌اند.

## آثار
- فصل من اللفظ الشريف
- الإيضاح[۳]
- تراتيب السبعة
- سلم الصعود إلى دار الخلود